# Коппи (посёлок)
Коппи — посёлок в Хабаровском крае России. Относится к межселенной территории Советско-Гаванского района.

## География
Посёлок расположен выше по течению реке Коппи, и в устье реки также находится 2-й посёлок Коппи
Между тем, в обоих ликвидированных Коппи до сих пор живут люди. В том, который ниже по реке Коппи, у Татарского пролива (его часто ошибочно называют Новой Иннокентьевкой) - 10-15 человек, там располагается сейчас туристическая база «Устье реки Коппи».
В том, который выше (местные его называют «Кирпичики») - 5-6 человек в деревянных домах.

## История
26 марта 1986 года Решением Хабаровского крайисполкома № 170 п. Коппи (в устье реки) исключен из учетных данных как фактически несуществующий.
В 1986 году на 35 км выше по течению реки от ликвидированного п. Коппи в тайге началось строительство нового посёлка Коппи. Строился посёлок на месте вахтового лагеря Коппинского лесопромышленного комбината. 
Зима 1996 произошла авария, в 40-градусный мороз дорогу замело, топливо подвезти не успели. Вся система отопления перемерзла, насосы «полетели» - поселок остался без света, тепла и воды.

## Население
По данным переписи 2010 года население составило 17 человек, 8 мужчин, 9 женщин.
| 1926 | 1992 | 2002 | 2010 | 2011 | 2012 | 2021 |
| ---- | ---- | ---- | ---- | ---- | ---- | ---- |
| 209  | ↗541 | ↘31  | ↘17  | →17  | ↘9   | ↘0   |

## Инфраструктура
Дома были кирпичные, двух-, трехэтажные, с коммунальными удобствами. Имелись школа, детсад, магазин, клуб, медпункт. Котельная, работала на дизельном топливе.

## Список улиц
Нагорная ул, Речная, ул. Строителей, ул. Первостроителей, Школьный пер.

## Перспективы
Предполагается строительство туристких баз, временного заготовительного пункта в п. Коппи и Гатке. 
Коппинский рекреационный район – спортивно-туристско-промысловый. Организация вертолетной площадки позволит расширить рекреационное использование территории для организации водного слава и экстремальных туристских маршрутов, рыбной ловли. Район круглогодичного (регламентируется сроками охоты) охотничьего промысла.
Леса района являются богатейшей кладовой разнообразных видов дикорастущих ягод, орехов, грибов, лекарственного сырья, запасы которых достаточны для промышленного освоения. Их переработка предполагается во временном заготовительном пункте в пос. Коппи.

## Список памятников
Братская могила партизан, 1919 года.
Памятник погибшим партизанам отряда Павла Курикши в устье реки Коппи, установлен в 1927 году.